# Елі (Айова)
Елі (англ. Ely) — місто (англ. city) в США, в окрузі Лінн штату Айова. Населення — 2328 осіб (2020).

## Географія
Елі розташоване за координатами 41°52′47″ пн. ш. 91°35′14″ зх. д. / 41.87972° пн. ш. 91.58722° зх. д. (41.879734, -91.587198).  За даними Бюро перепису населення США в 2010 році місто мало площу 3,74 км², з яких 3,73 км² — суходіл та 0,01 км² — водойми.

## Демографія
Згідно з переписом 2010 року, у місті мешкало 1776 осіб у 628 домогосподарствах у складі 466 родин. Густота населення становила 475 осіб/км².  Було 650 помешкань (174/км²).
Расовий склад населення:
| - 97,5 % — білих - 0,5 % — азіатів - 0,3 % — чорних або афроамериканців - 0,1 % — корінних американців |

До двох чи більше рас належало 1,0 %. Частка іспаномовних становила 2,3 % від усіх жителів.
За віковим діапазоном населення розподілялося таким чином: 32,7 % — особи молодші 18 років, 61,6 % — особи у віці 18—64 років, 5,7 % — особи у віці 65 років та старші. Медіана віку мешканця становила 33,2 року. На 100 осіб жіночої статі у місті припадало 101,8 чоловіків;  на 100 жінок у віці від 18 років та старших — 99,3 чоловіків також старших 18 років.
Середній дохід на одне домашнє господарство  становив 94 864 долари США (медіана — 96 667), а середній дохід на одну сім'ю — 108 148 доларів (медіана — 105 000). Медіана доходів становила 58 472 долари для чоловіків та 47 262 долари для жінок. За межею бідності перебувало 2,9 % осіб, у тому числі 1,7 % дітей у віці до 18 років та 5,3 % осіб у віці 65 років та старших.
Цивільне працевлаштоване населення становило 1177 осіб. Основні галузі зайнятості: освіта, охорона здоров'я та соціальна допомога — 24,4 %, виробництво — 14,9 %, фінанси, страхування та нерухомість — 9,9 %, транспорт — 8,3 %.